# Murad IV
Murad IV (tiếng Thổ Nhĩ Kỳ: IV. Murat) (16 tháng 6 năm 1612 – 9 tháng 2 năm 1640) là vị hoàng đế thứ 17 của Đế quốc Ottoman từ năm 1623 tới 1640, được xem là một vị bạo chúa, và là người có công khôi phục lại thế lực của đất nước sau nhiều năm suy vong. Ông là một trong số ít những vị Hoàng đế có tài năng chính trị của Đế quốc Ottoman kể từ khi Hoàng đế Suleiman I qua đời.

## Tiểu sử
Murad IV là con trai của Ahmed I (1603-17) và Kadinefendi Kösem Sultan người gốc Hy Lạp.

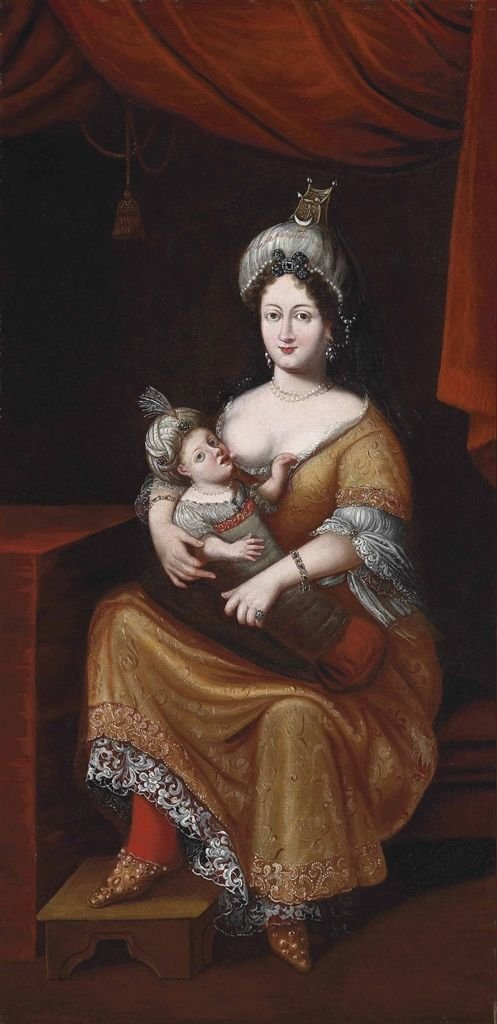
Kösem Sultan và Murad.

Trong thời thơ ấu, Murad IV đã nhận được một nền giáo dục tốt và học về các phương pháp trị quốc khi lớn lên (1623-1632).
Lên ngôi hoàng đế bằng một âm mưu trong cung điện năm 1623, ông kế vị ông chú điên rồ của ông là Mustafa I (1617-18, 1622-23). Khi lên ngôi, ông mới 11 tuổi. Ông đã cưới Aisha, và không có con.

### Thời nhiếp chính (1623 - 1633)

Tughra của Sultan Murad IV.

Trong một thời gian lâu dài đầu thời vua Murad IV, Kösem Sultan, mẹ ông là người cai trị thật sự. Đế quốc rơi vào tình trạng hỗn loạn; quân Ba Tư chiếm hầu như toàn bộ lãnh thổ Iraq. Miền nam Tiểu Á nổ ra nhiều cuộc nổi dậy, vào năm 1630 binh đoàn Janissary tấn công cung điện, giết chết vị tể tướng và nhiều người khác. Sultan Murad IV cảm thương cho số phận vua anh Osman II (1618-1622), người mà đã bị ám sát vào năm 1622, và quyết định xác nhận lại quyền lực.

### Thời chấp chính (1633 - 1640)

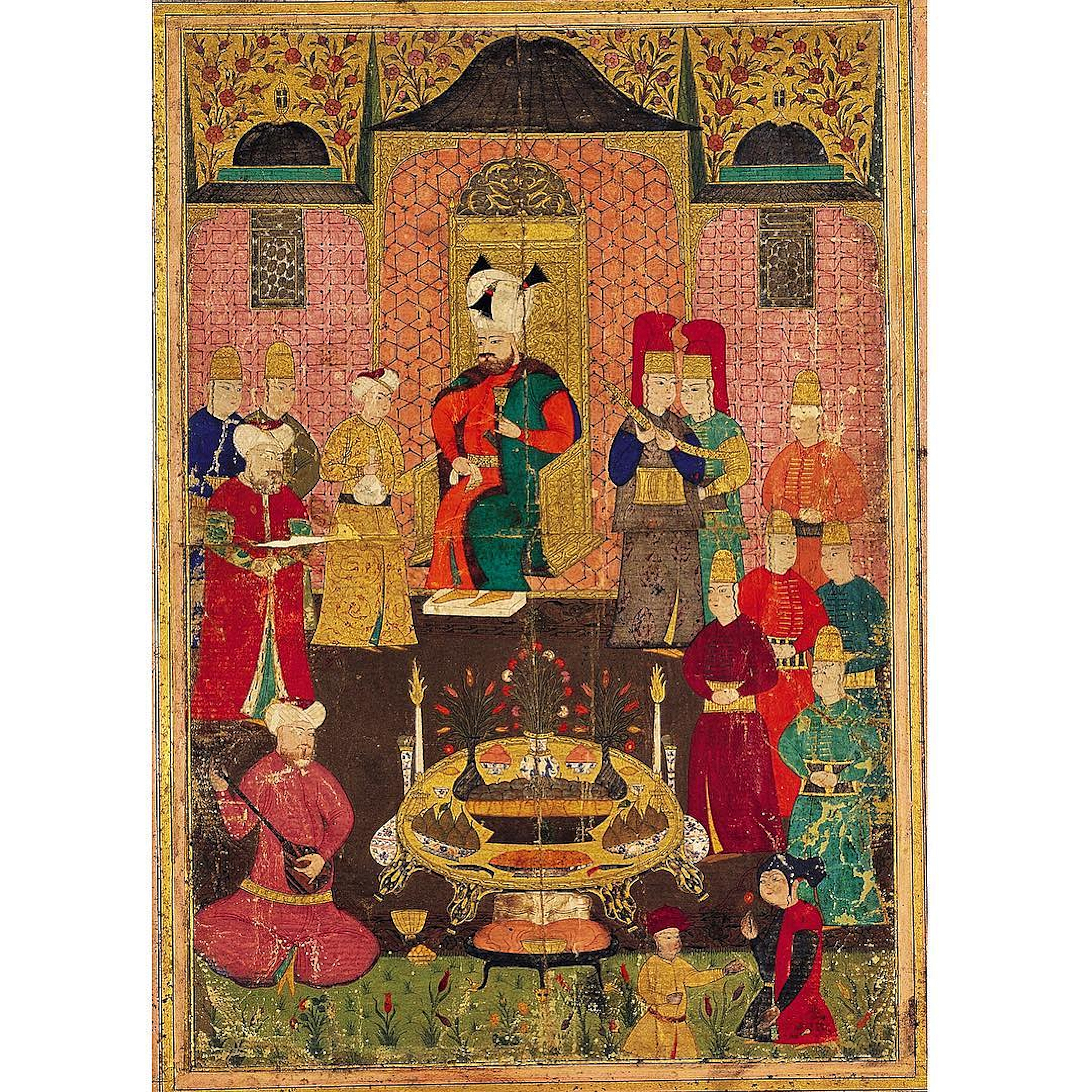
Murad IV ăn tối.

Sau khi đích thân chấp chính, ông bắt đầu đấu tranh để củng cố nhà nước và bắt đầu mở rộng lãnh thổ đế quốc, đặc biệt là từ năm 1632 cho đến khi ông qua đời vào năm 1640. Khi ông nắm quyền kiểm soát của nhà nước ở tuổi 21, ông đã thực hiện một số biện pháp phòng ngừa cực đoan, ông căm ghét tham nhũng và đã làm nhiều điều để loại bỏ tham nhũng trong đế chế, ông cấm sử dụng rượu và thuốc lá, ngoài ra ông còn cấm sử dụng cà phê ở nơi công cộng vì ông cho rằng, nó làm nhân dân của ông trở nên điên loạn. Người ta đồn đại rằng, quốc vương Murad IV đã giả dạng người dân để đi vi hành và sẽ chém chết bất kỳ ai đang sử dụng cà phê ở nơi công cộng bằng một thanh gươm khổng lồ của mình.

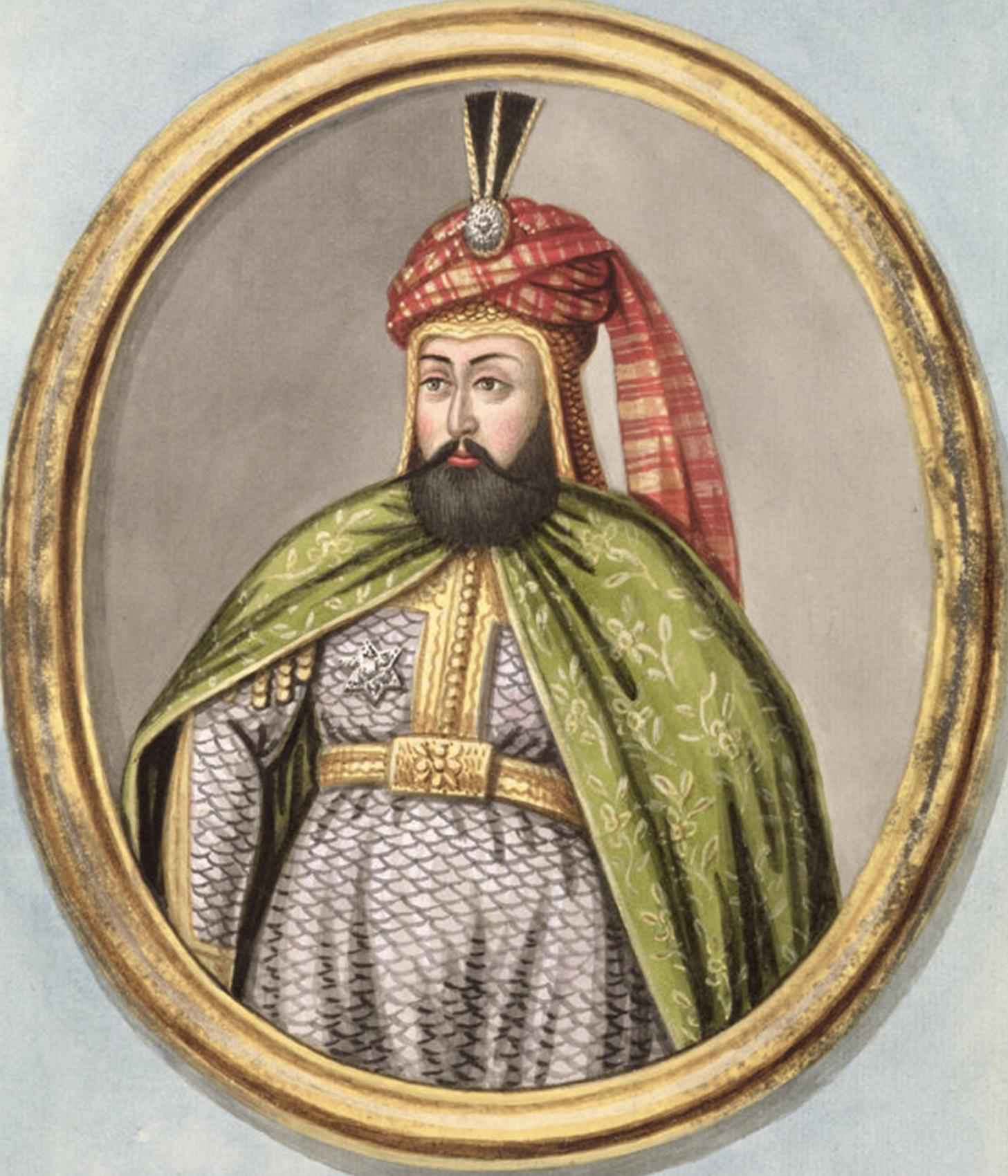
Murad IV được mô tả trong cuốn sách của John Young.

Ông thực hiện các biện pháp nghiêm khắc để thu thuế thường xuyên nhằm tăng thu nhập của nhà nước, tránh chi tiêu không cần thiết trong kho bạc, thu hồi quân đội kỷ luật, tham gia vào các trận chiến chống lại kẻ thù để nâng cao tinh thần của các chỉ huy và binh lính trong các chiến hào.
Murad IV sẽ không bao giờ dung thứ cho sự rối loạn và không tuân theo luật pháp và chỉ thị của mình. Đôi khi anh ta thường đi quanh thành phố trong những tấm vải trơn để kiểm tra bất kỳ hành động vô kỷ luật và bất thường nào của người dân địa phương, và đích thân trừng phạt những kẻ phạm tội.

### Những chiến công của Murad IV
Về mặt quân sự, triều vua Murad IV nổi tiếng về cuộc chiến tranh với Đế quốc Ba Tư. Trong cuộc chiến này, quân Ottoman đã xâm lược Azerbaijan, chiếm Tabriz và Hamadan, và cả chiến thắng có mang tầm vóc lớn cuối cùng của Đế quốc Ottoman, là cuộc xâm chiếm Bagdad vào năm 1638.

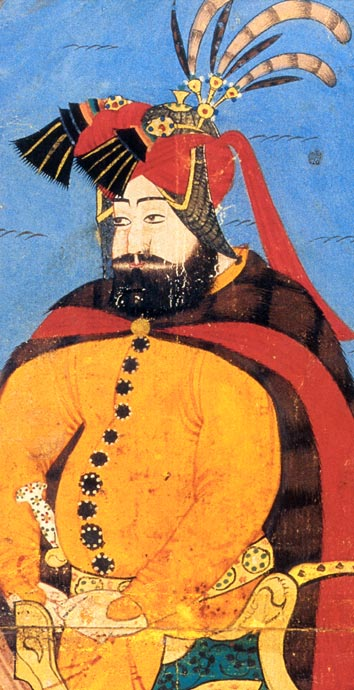
Quốc vương Murat IV trên đường đến chiến dịch Baghdad, mặc áo giáp của người Ả Rập.

Murad IV đã có câu nói nổi tiếng về cuộc xâm lăng Bagdad:
| “           | Trẫm thấy sự gian khổ của ba quân trong cuộc chinh phạt thành Bagdad đáng ca ngợi hơn sự huy hoàng của chính thành Bagdad. | ” |
| — Murad III | |   |

Murad IV sau đó đã đích thân cầm quân lãnh đạo thành công quân đội của mình trong cuộc chinh phạt Mesopotamia bằng việc sử dụng khí cầu của mình và chinh phục toàn bộ khu vực một cách hiệu quả.

Thổ hoàng Murad IV trong trận Viên với các cấm vệ quân janissaries.

Sau đó, ông đến thăm Baghdad, nơi ông đã phát biểu và thông báo cho quân đội của mình khi nhớ lại lực lượng của mình trở lại Istanbul và làm mới cuộc truy đuổi bành trướng của mình ở Tây Âu, do đó, ông trị vì cuộc chiến chống lại liên quân Áo và Hungary trong trận Viên.
Ông là Sultan Ottoman cuối cùng trực tiếp chỉ huy quân đội trên chiến trường. Trong cuộc chiến chống Iran, ông đàn áp các cuộc khởi nghĩa ở Tiểu Á.
Trước khi mất, Hoàng đế Murad IV ký hiệp ước với người Safavid Ba Tư năm 1639. Sau khi trở về quê nhà tại Istanbul, ông xây dựng lại đế quốc.

### Sức mạnh cơ thể
Ông ta được mô tả là cao và khỏe, có bộ râu đen rậm và đôi mắt màu nâu lục nhạt. Ông là một kỵ sĩ xuất sắc và rất giỏi trong việc sử dụng kiếm và bắn cung. Bên cạnh kỹ năng là một chính khách và trong quân đội, ông còn là một nhà thơ giỏi, một nhà thư pháp lành nghề và ông đã viết những bản sắc lệnh tuyệt đẹp bằng chữ viết tay.

### Qua đời
Murad IV qua đời năm 1640 bởi căn bệnh gan mãn tính, hưởng thọ 27 tuổi. Trước khi chết, ông đã ra lệnh xử tử người em trai là Ibrahim I (1640-1648), nhưng điều này không được thực hiện. Người ta cho rằng, Murad IV ra lệnh này là do ông biết rằng Ibrahim, một người có bệnh, sẽ lên ngôi và sẽ trở thành một vị hoàng đế kém cỏi, đồng nghĩa với sự suy vong của Đế quốc Ottoman.

## Chú giải
1. ↑  Tiểu sử Sultan Murad IV của đế quốc Ottoman (1612-1640).
2. ↑  Stephen J. Lee, Aspects of European history, 1494-1789, trang 78
3. ↑  E. van Donzel, Islamic Desk Reference: Compiled from the Encyclopaedia of Islamm, Brill Academic Publisher, p 219
4. ↑  Robert Bator, Daily Life in Ancient and Modern Istanbul, Runestone Press, p 42
5. ↑  Douglas Arthur Howard, The History of Turkey, Greenwood Press, p 195
6. 1 2 3  "Allaboutturkey.com". Murad IV.
7. ↑  Akın Alıci, Hayata Yön Veren Sözler, 2004